# ووت ایکس‌اس۲یو
ووت ایکس‌اس۲یو (به انگلیسی: Vought XS2U) یک هواپیمای ساختِ کارخانهٔ ووت در کشور ایالات متحده آمریکا است.